# Temisón de Laodicea
Temisón de Laodicea (en griego: Θεμίσων, gen. Θεμίσωνος; 123 a. C. - 43 a. C.) fue el fundador de la escuela metódica de medicina y uno de los médicos más eminentes de su tiempo.

## Biografía
Temisón era nativo de Laodicea en Siria, y alumno de Asclepiades de Bitinia. Tuvo un hijo, Proclo de Laodicea. No se sabe nada más sobre los acontecimientos de su vida, excepto que parece haber viajado mucho; ya que menciona Creta y Milán, aparentemente como testigo ocular. Tampoco es seguro si alguna vez visitó Roma, aunque quizás sea más probable que lo haya hecho. Se diferenció de su maestro en varios puntos en su vejez, y se convirtió en el fundador de una nueva secta llamada escuela metódica (Methodic), que durante mucho tiempo ejerció una gran influencia en la ciencia médica. Escribió varias obras médicas, pero no se menciona en qué idioma; de estos solo quedan los títulos y algunos fragmentos, conservados principalmente por Caelius Aurelianus, por ejemplo: Libri Periodici; Epistolae en al menos nueve libros; Celeres Passiones en al menos dos libros; Tardae Passiones en al menos dos libros; Liber Salutaria; De Plantagine.
Fue quizás el primer médico que hizo uso de sanguijuelas, y se dice que fue atacado con hidrofobia y se recuperó. Se dice que Eudemo y Próculo fueron seguidores (en latín: sectatores) de Temisón, lo que sólo puede significar que pertenecían a la escuela Metódica.
Temisón fue criticado por Sorano por su trato cruel con los pacientes mentales. Entre sus prescripciones estaban la oscuridad, la restricción con cadenas y la privación de comida y bebida. Juvenal lo satirizó y sugirió que mató a más pacientes de los que curó, pero se desconoce si se refiere a este Temisón oa algún contemporáneo.